# Billy-sur-Aisne
Billy-sur-Aisne település Franciaországban, Aisne megyében. Lakosainak száma 1141 fő (2022. január 1.). Billy-sur-Aisne Acy, Belleu, Rozières-sur-Crise, Septmonts, Soissons, Venizel és Villeneuve-Saint-Germain községekkel határos.

## Népesség
A település népességének változása:
| Lakosok száma | 1160 | 1338 | 1279 | 1119 | 1143 | 1170 | 1154 | 1148 | 1146 | 1141 |
|               | 1968 | 1982 | 1990 | 2006 | 2013 | 2015 | 2017 | 2019 | 2020 | 2022 |